# Humankind (відеогра)
Humankind (укр. Людство) — відеогра жанру глобальної покрокової стратегії, розроблена французькою компанією Amplitude Studios, видана Sega 17 серпня 2021 року для Windows і macOS. На відміну від попередніх ігор Amplitude Studios, Humankind виконана на історичну тематику, а не науково-фантастичну.

## Ігровий процес
Гра відбувається на розділеній на шестикутні клітинки карті, населеній історичними цивілізаціями, проте з процедурно генерованою географією. На початку пропонується обрати розташування материків і природні умови, складність і швидкість гри, а також правителя. Гравцям належить розвивати свою державу, захоплюючи нові території з ресурсами, розбудовуючи міста, розвиваючи технологій й соціальні інститути, воюючи та займаючись дипломатією. Дія розгортається впродовж 6-и епох. Державу представляє правитель, зовнішність та характер якого налаштовуються на початку. Його додаткові риси отримуються впродовж історії.
На відміну від інших подібних стратегій, в Humankind вибір цивілізації не остаточний; для кожної епохи є 10 цивілізацій (культур), з-поміж яких підконтрольна держава може обрати підхожу (якщо її вже не обрали інші держави). При цьому держава втрачає частину бонусів попередньої цивілізації, але й отримує нові. Кожна цивілізація має свій набір унікальних споруд, юнітів і особливі схильності. Вона може бути естетична, аграрна, будівнича, експансивна, торгова, мілітаристська чи наукова. Держава отримує додаткові бонуси, якщо довго лишається тією самою цивілізацією.
У грі є історичні епохи: неоліт, Стародавній світ, Античність, Середньовіччя, Ранній Новий час, Індустріальна та Сучасність. Для переходу в наступні епоху потрібно виконати низку завдань, як-от досягнути певної кількості населення чи вивчити вказані технології. Наявні юніти в новій епосі автоматично вдосконалюються та отримують бонуси обраної цивілізації. Періодично стаються випадкові події, де пропонується обрати одне з кількох рішень, кожне зі своєю вигодою та втратами.
Цивілізація споживає такі головні ресурси: їжу, промисловість, гроші, науку (FIMS, замінник системи FIDSI з попередніх ігор), вплив та славу. Їжа потрібна для підтримання та зростання населення. Промисловість визначає як швидко виконується будівництво споруд і найм юнітів. За гроші можна миттєво купити споруду чи юніт. Наука потрібна для вивчення нових технологій. Впливом оплачуються дипломатичні дії та різноманітні рішення. Слава — це новий ресурс, відсутній в попередніх іграх Amplitude Studios. Вона здобувається за вивчення деяких технологій або будівництва «чудес світу» та впливає на можливість прийняття політичних рішень. Крім того існують стратегічні ресурси, необхідні для отримання особливих споруд/юнітів. Це коні, мідь, залізо, селітра, вугілля, нафта, алюміній та уран. Наприклад, для найму списоносців потрібна мідь, а розвинену авіацію неможливо створити без алюмінію. Окремо виділяються ресурси розкошу, якими вигідно торгувати і витрата яких дає бонуси населенню: сіль, кава, мармур, шовк, срібло тощо.
На початку під контролем перебуває лише плем'я, що повинне полювати аби заробити вплив для будівництва першого міста. Будівництво міст виконано подібно до Endless Legend: карта поділена на території, в кожній з яких можна заснувати єдиний аванпост, а потім розвинути його в місто. Аванпост лише збирає ресурси, а в місті можна будувати споруди, що дають розширені можливості. Коли населення міста зростає, з'являється пропозиція збудувати новий район, що займає кілька клітинок. Населення має параметр стабільності, що визначає як продуктивно воно працює. Міста можуть мати спеціалізацію, яка залежить від того, скільки жителів зайняті якою сферою життя: господарство, виробництво, економіка чи наука.
Коли населення досягає принаймні 10 одиниць, обирається релігія (можливий також атеїзм, він діє в грі за механікою релігії). Послідовники тієї самої релігії можуть бути в різних державах і самі держави здатні впливати на це тільки проголошуючи й підтримуючи власну державну релігію. Будівництво святинь збільшує очки релігії; держава, що продукує їх найбільше, може приймати релігійні принципи, що дають бонуси в різних сферах життя для вірян цієї релігії. Обрані принципи вже неможливо скасувати. Зміна релігії супроводжується штрафами для держави. Кожна з релігій надає унікальну споруду й пов'язані випадкові події.
Коли починається битва, під поле бою виділяється кілька клітинок карти. Спершу виводиться вірогідний результат, який можна прийняти, або переграти битву вручну. Юніти покроково переміщуються та атакують, при цьому ландшафт зумовлює їхній рух і переваги чи вразливості. Битви можуть тривати щонайбільше 3 кроки, за які до них здатні приєднатися підкріплення. При нападі на місто воно спершу береться в облогу. Можна поступово зменшувати облогою кількість захисників, або здійснити штурм; для подолання укріплень потрібно будувати облогові знаряддя.
Досягнути перемоги можна, виконавши всі 7 завдань Сучасної епохи; за очками, досягнувши останнього кроку; вивчивши всі технології; зробивши всі інші держави своїми васалами; знищивши всі інші держави; або виконавши проєкт з колонізації Марса. Окрема перемога — це зробити світ непридатним для життя, хоча в такому випадку фактично програють усі.

## Розробка
Amplitude Studios відома глобальними стратегіями серії Endless: Endless Space, Endless Legend і Endless Space 2. Розробники планували Humankind як свій магнум опус і конкурентку серії Civilization. Головною особливістю гри вказувався її мультикультуралізм.
Офіційний анонс відбувся в серпні 2019 року на виставці Gamescom. Спершу реліз гри планувався на 2020 рік, потім планувався на 22 квітня 2021 року, однак пізніше був перенесений на 17 серпня того ж року. Відкрите бета-тестування тривало з 13 по 21 червня. Розробники відмовилися від захисту проти піратства Denuvo, щоб досягнути кращої продуктивності.

## Оцінки й відгуки
| Агрегатор  | Оцінка |
| ---------- | ------ |
| Metacritic | 79/100 |

| Видання                 | Оцінка |
| ----------------------- | ------ |
| Computer Games Magazine | 8/10   |
| GamesRadar+             | [ 13 ] |
| IGN                     | 7/10   |
| PC Gamer (США)          | 71/100 |
| PCGamesN                | 8/10   |

Humankind зібрала на агрегаторі Metacritic середню оцінку 80 балів зі 100. На першому тижні продажів вона опинилася на 1-му місці серед ігор сервісу Steam за кількістю одночасних гравців. Гра ще до виходу розглядалася критиками як головна конкурентка Civilization VI.
Рут Кессіді з GamesRadar + високо оцінив можливість комбінувати риси різних культур, досягати перемоги мирними заняттями завдяки «славі» та оповідний характер подій і описів культур. Розкритиковано було пошук шляху штучним інтелектом і легкість перемоги через здобуття «слави». «Humankind може й не винаходить колесо знову, але вона це колесо суттєво вдосконалює… Humankind без перебільшення є однією з найкрасивіших 4X-ігор… Кожна болюча точка, традиційна для цього жанру, була усунена, а на її місці постає щось на кшталт одночасно пісочниці під керівництвом гравця, та змагальної стратегії. Можливо, у неї є кілька технічних проблем, але її основний дизайн означає, що для кожного знайдеться щось своє».
Фрейсер Браун з IGN писав, що Humankind виглядає оригінально на фоні Civilization, але не досягає рівня інших ігор Amplitude Studios. Виділялося, що вибір культур в кожній епосі — це приваблива риса Humankind, проте в результаті будь-яка держава виглядає менш самобутньо, ніж будь-яка фракція з попередніх ігор Amplitude Studios. Також він підкреслив, що з великою кількістю можливих комбінацій деякі з них неминуче виявляться більш виграшними за решту. Випадкові події, на його думку, добре працювали в інших іграх, але тут надто відірвані від історії, а відсутність загального сюжету для цивілізацій є найбільшою (і неприємною) несподіванкою. А система переходу в нові епохи завдяки виконанню набору завдань нецікава, оскільки суть цих завдань не змінюється.
Згідно з Люком Планкеттом з Kotaku, Humankind не може скласти серйозної конкуренції Civilization, хоча вона чудово показує що робить 4X-ігри видатними та що варто вдосконалювати. Цікавіше було б поглянути як Civilization врахує здобутки Humankind, адже формула цього титана жанру і так близька до досконалості. Водночас редактор похвалив підхід Humankind в увазі до міст і в тому, що аж до фіналу партію можна виграти будь-яким способом. Але, як висвітлювалося в рецензії, в ній немає справжніх несподіванок і перешкод, а цивілізації позбавлені емоційності та особистих історій, як це було в Endless Legend. «Як окремий випадок, схожий на дзен-сад, Humankind стане класикою. SimCity у міжконтинентальному масштабі, що охоплює тисячоліття. Підступ тут полягає в тому, що це гра, де ви лише одна нація серед багатьох, і те, як ви взаємодієте з іншими — і, що ще важливіше, — як ШІ взаємодіє з гравцем — залишає бажати кращого».
Кріс Тепселл з Eurogamer писав, що Humankind надто зациклена на власних унікальних механіках. Наприклад, лишатися тією самою цивілізацією можливо, але зазвичай невигідно. А просування в наступну епоху через отримання «зірок» за завдання нав'язує конкретну поведінку. Humankind, як зазначалося, однозначно випереджає Civilization у цікавості битв. Але вона надто серйозна в одних аспектах і надміру грайлива в інших. Їй бракує історичних постатей або карикатурних антагоністів, і в цілому вона дещо «пласка», хоча її подальший розвиток дуже вірогідний і з часом недоліки буде подолано.